# 다이미 페르니아
다이미 페르니아 피게로아(스페인어: Daimí Pernía Figueroa, 1976년 12월 27일 ~ )는 쿠바의 육상 선수로 주로 400m 허들에서 활약했다. 농구 선수로서, 그녀는 1999년까지 국제 대회 수준으로 해내지 못했다. 그녀는 2007년에 은퇴를 선언했다.

## 인물 정보
다이미 페르니아는 1999년 세계 육상 선수권 대회 400m 허들에서 52.89초로 금메달을 획득했다.
그녀는 2000년 올림픽에서 53.68초로 4위를 했다. 다음 해, 그녀는 2001년 세계 선수권 대회에서 54.51초로 동메달을 획득했다.
그녀의 키는 1.73m이고 몸무게는 61 kg이다.